# Wikus van Heerden
Pas d'image ? Cliquez ici

a Compétitions nationales et continentales officielles uniquement.

b Matchs officiels uniquement.
Dernière mise à jour le 12 septembre 2018.
 Johannes Lodewikus van Heerden  surnommé Wikus, né le 25 février 1979 à Johannesburg (Afrique du Sud), est un joueur sud-africain de rugby à XV qui joue avec l'équipe d'Afrique du Sud entre 2003 et 2007. Il évolue au poste de Troisième ligne aile ou de deuxième ligne (1,93 m pour 108 kg). 
Il est le fils de l'ancien international sud-africain, Moaner van Heerden (17 sélections, 1 essai entre 1974 et 1980).

## Carrière

### En franchise, province et club
En 2007, il avait remporté le Super 14 avec la franchise des Bulls. C'est cette performance qui lui a permis de renouer avec l'équipe nationale, alors qu'il y était absent depuis 4 ans. Capitaine des Cats en 2004 (franchise avec laquelle il a souvent perdu plus de matchs qu'il n'a gagné), il a rejoint les Bulls en 2006. 
En 2008, il rejoint l'Europe et le club anglais des Saracens.

### En équipe nationale
Il a disputé un premier test match le 7 juin 2003 contre l'équipe d'Écosse. Il compte depuis 14 sélections (1 essai) et a remporté la Coupe du monde de rugby 2007.
Ce troisième ligne réputé pour s'attacher aux tâches ingrates du rôle d'avant, a fait partie de l'équipe d'Afrique du Sud victorieuse de la Coupe du monde 2007. Joueur très complet que cela soit dans le registre offensif ou défensif, il n'était cependant pas titulaire au début du tournoi. La suspension de Schalk Burger après un mauvais geste lors d'un match contre les Samoa va lui permettre d'obtenir plus de temps de jeu. Il disputera donc 6 matchs lors du tournoi, dont 3 comme titulaire.

## Palmarès
- 14 test matchs (1 essai) avec l'équipe d'Afrique du Sud